# Vanessa Laws
Vanessa Laws (* 24. Februar 2004 in Ludwigsfelde) ist eine deutsche Paracyclerin

## Sportlicher Werdegang
Mit 14 Jahren zog Vanessa Laws, die Behinderungen an den Füßen und Einschränkungen an den Sprunggelenken hat, von zu Hause in Berlin aus, um die Lausitzer Sportschule Cottbus zu besuchen. Sie bestreitet Radsport auf der Bahn, der Straße und im Cyclocross, dabei nimmt sie auch an Rennen teil, die nicht explizit für Paracycler gedacht sind.
2021 wurde Laws Europameisterin im Zeitfahren und im Straßenrennen. 2022 startete sie bei den Bahnweltmeisterschaften auf dem Vélodrome National  im französischen Saint-Quentin-en-Yvelines, konnte sich aber bei ihrem Debüt nicht auf vorderen Rängen platzieren.

## Erfolge
2021
- Europameisterin – Zeitfahren, Straßenrennen